# Kabinett Berlusconi III
Das Kabinett Berlusconi III regierte Italien vom 23. April 2005 bis zum 17. Mai 2006. Ministerpräsident Silvio Berlusconi trat mit seinem zweiten Kabinett im April 2005 zurück, weil sein Wahlbündnis die Regionalwahlen verloren hatte. Mit seinem umgebildeten dritten Kabinett blieb er bis zum Ende der Legislaturperiode und bis zur Übergabe der Regierungsgeschäfte an das Kabinett Prodi II im Amt.

## Ministerliste
Im Vergleich zum Kabinett Berlusconi II blieben die Ministerposten größtenteils unverändert.
| Ministerien                             | Name | Partei       |
| --------------------------------------- | --- | ------------ |
| Ministerpräsident                       | Silvio Berlusconi | FI           |
| Stellvertretender Ministerpräsident     | Gianfranco Fini | AN           |
| Stellvertretender Ministerpräsident     | Giulio Tremonti | FI           |
| Äußeres                                 | Gianfranco Fini | AN           |
| Inneres                                 | Giuseppe Pisanu | FI           |
| Justiz                                  | Roberto Castelli | LN           |
| Verteidigung                            | Antonio Martino | FI           |
| Wirtschaft und Finanzen                 | Domenico Siniscalco (bis 22. September 2005) Giulio Tremonti (bis 8. Mai 2006) Silvio Berlusconi (ab 8. Mai 2006, ad interim) | parteilos FI |
| Gewerbe, Industrie                      | Claudio Scajola | FI           |
| Infrastruktur und Verkehr               | Pietro Lunardi | FI           |
| Landwirtschaftspolitik                  | Gianni Alemanno | AN           |
| Umwelt                                  | Altero Matteoli | AN           |
| Arbeit und Soziales                     | Roberto Maroni | LN           |
| Bildung und Forschung                   | Letizia Moratti | FI           |
| Kulturgüter                             | Rocco Buttiglione | UdC          |
| Gesundheit                              | Francesco Storace (bis 10. März 2006) Silvio Berlusconi (ab 11. März 2006, ad interim)                                        | AN FI        |
| Kommunikation, Post                     | Mario Landolfi | AN           |
| Minister ohne Geschäftsbereich          | Name | Partei       |
| Umsetzung Regierungsprogramm            | Stefano Caldoro | NPSI         |
| Verwaltung                              | Mario Baccini (bis 8. Mai 2006) Silvio Berlusconi (ab 8. Mai 2006, ad interim)                                                | UDC FI       |
| Regionen                                | Enrico La Loggia | FI           |
| Territorialer Zusammenhalt, Entwicklung | Gianfranco Micciché | FI           |
| Innovation, Technologie                 | Luigi Stanca | FI           |
| Gleichberechtigung                      | Stefania Prestigiacomo | FI           |
| Europapolitik                           | Giorgio La Malfa | PRI          |
| Verfassungsreformen                     | Roberto Calderoli (bis 18. Februar 2006)                                                                                      | LN           |
| Beziehungen zum Parlament               | Carlo Giovanardi | UDC          |
| Auslandsitaliener                       | Mirko Tremaglia | AN           |